# Кубок європейських чемпіонів 1980—1981
Кубок європейських чемпіонів 1980—1981 — 26-й сезон Кубка європейських чемпіонів УЄФА, головного європейського клубного турніру.

## Попередній раунд
| Команда 1         | Заг. | Команда 2 | 1-й матч | 2-й матч |
| ----------------- | ---- | --------- | -------- | -------- |
| Гонвед (Будапешт) | 11:0 | Валетта   | 8:0      | 3:0      |

## Перший раунд
| Команда 1             | Заг. | Команда 2               | 1-й матч | 2-й матч |
| --------------------- | ---- | ----------------------- | -------- | -------- |
| Лінфілд (Белфаст)     | 0:3  | Нант                    | 0:1      | 0:2      |
| Абердин               | 1:0  | Аустрія (Відень)        | 1:0      | 0:0      |
| Брюгге                | 1:5  | Базель                  | 0:1      | 1:4      |
| ЦСКА (Софія)          | 2:0  | Ноттінгем Форест        | 1:0      | 1:0      |
| Динамо (Берлін)       | 4:2  | АПОЕЛ (Нікосія)         | 3:0      | 1:2      |
| Динамо (Тирана)       | 0:3  | Аякс (Амстердам)        | 0:1      | 0:2      |
| Інтер (Мілан)         | 3:1  | Університатя (Крайова)  | 2:0      | 1:1      |
| Женесс (Еш)           | 0:9  | Спартак (Москва)        | 0:5      | 0:4      |
| Лімерик               | 2:7  | Реал Мадрид             | 1:2      | 1:5      |
| Олімпіакос (Пірей)    | 2:7  | Баварія (Мюнхен)        | 2:4      | 0:3      |
| ОПС (Оулу)            | 2:11 | Ліверпуль               | 1:1      | 1:10     |
| Спортінг (Лісабон)    | 0:3  | Гонвед (Будапешт)       | 0:2      | 0:1      |
| Трабзонспор (Трабзон) | 2:4  | Шомбєркі (Битом)        | 2:1      | 0:3      |
| Вікінг (Ставангер)    | 3:7  | Црвена Звезда (Белград) | 2:3      | 1:4      |
| Вестманнаейяр         | 1:2  | Банік (Острава)         | 1:1      | 0:1      |
| Хальмстад             | 2:3  | Есб'єрг                 | 0:0      | 2:3      |

## Другий раунд
| Команда 1        | Заг. | Команда 2               | 1-й матч | 2-й матч |
| ---------------- | ---- | ----------------------- | -------- | -------- |
| Нант             | 2:3  | Інтер (Мілан)           | 1:1      | 1:2      |
| Реал Мадрид      | 3:0  | Гонвед (Будапешт)       | 1:0      | 2:0      |
| Баварія (Мюнхен) | 6:3  | Аякс (Амстердам)        | 5:1      | 1:2      |
| Абердин          | 0:5  | Ліверпуль               | 0:1      | 0:4      |
| ЦСКА (Софія)     | 5:0  | Шомбєркі (Битом)        | 4:0      | 1:0      |
| Банік (Острава)  | 1:1  | Динамо (Берлін)         | 0:0      | 1:1      |
| Спартак (Москва) | 3:2  | Есб'єрг                 | 3:0      | 0:2      |
| Базель           | 1:2  | Црвена Звезда (Белград) | 1:0      | 0:2      |

## Чвертьфінали
| Команда 1        | Заг. | Команда 2               | 1-й матч | 2-й матч |
| ---------------- | ---- | ----------------------- | -------- | -------- |
| Ліверпуль        | 6:1  | ЦСКА (Софія)            | 5:1      | 1:0      |
| Баварія (Мюнхен) | 6:2  | Банік (Острава)         | 2:0      | 4:2      |
| Інтер (Мілан)    | 2:1  | Црвена Звезда (Белград) | 1:1      | 1:0      |
| Спартак (Москва) | 0:2  | Реал Мадрид             | 0:0      | 0:2      |

## Півфінали
| Команда 1   | Заг. | Команда 2        | 1-й матч | 2-й матч |
| ----------- | ---- | ---------------- | -------- | -------- |
| Ліверпуль   | 1:1  | Баварія (Мюнхен) | 0:0      | 1:1      |
| Реал Мадрид | 2:1  | Інтер (Мілан)    | 2:0      | 0:1      |

## Фінал
| 27 травня 1981 |

| Ліверпуль   | 1:0 | Реал Мадрид |
| ----------- | --- | ----------- |
| Кеннеді 82' |     |             |

| Парк де Пренс, Париж Глядачів: 48 360 Арбітр: Карой Палотаї |

«Ліверпуль»: Рей Клеменс; Філ Ніл, Філ Томпсон (к), Алан Гансен, Алан Кеннеді; Семмі Лі, Террі Макдермот, Грем Сунесс, Рей Кеннеді; Кенні Далгліш (Джиммі Кейс, 85), Девід Джонсон. Тренер — Боб Пейслі.
«Реал»: Агустін Родрігес; Рафаель Кортес, (Франсиско Пінеда, 87), Антоніо Навахас, Андрес Сабідо; Вісенте дель Боске, Анхель, Антоніо Камачо, Улі Штіліке; Хуаніто, Карлос Сантільяна, Лорі Каннінгем. Тренер — Вуядин Бошков.